# Костеша (герб)
Костеша — родовий герб, яким користувалися більш, ніж 200 родів Білорусі, України, Литви і Польщі, 
зокрема Березневичі, Берестовські, Борейки, Верещаки, Война-Оранські, Жаби, Голошевські, Дорогостайські, Дольські, Копитковські, Корженівські, Корженьовські, Корінчевські (Korzeniewski, Korzeniowski), Пілсудські, Сланчевські, Стеткевичі, Ходзицькі, Ходкевичі, Шимковичі.

## Опис
На червоному полі зображення стріла, направлена вгору і перехрещена посередині, з роздвоєним кінцем. Клейнод — над верхом з шляхетської корони 3 страусиних пера.
Існує багато варіантів герба:
- стріла з двома перекрещеннями або без них;
- з шестикінечними зірками з боків;
- з рукою з мечем в клейноді та інші.

## Історія
У Польщі відомий з початку 14 століття, у Великому князівстві Литовському — з 15-го.

## Цікаві факти

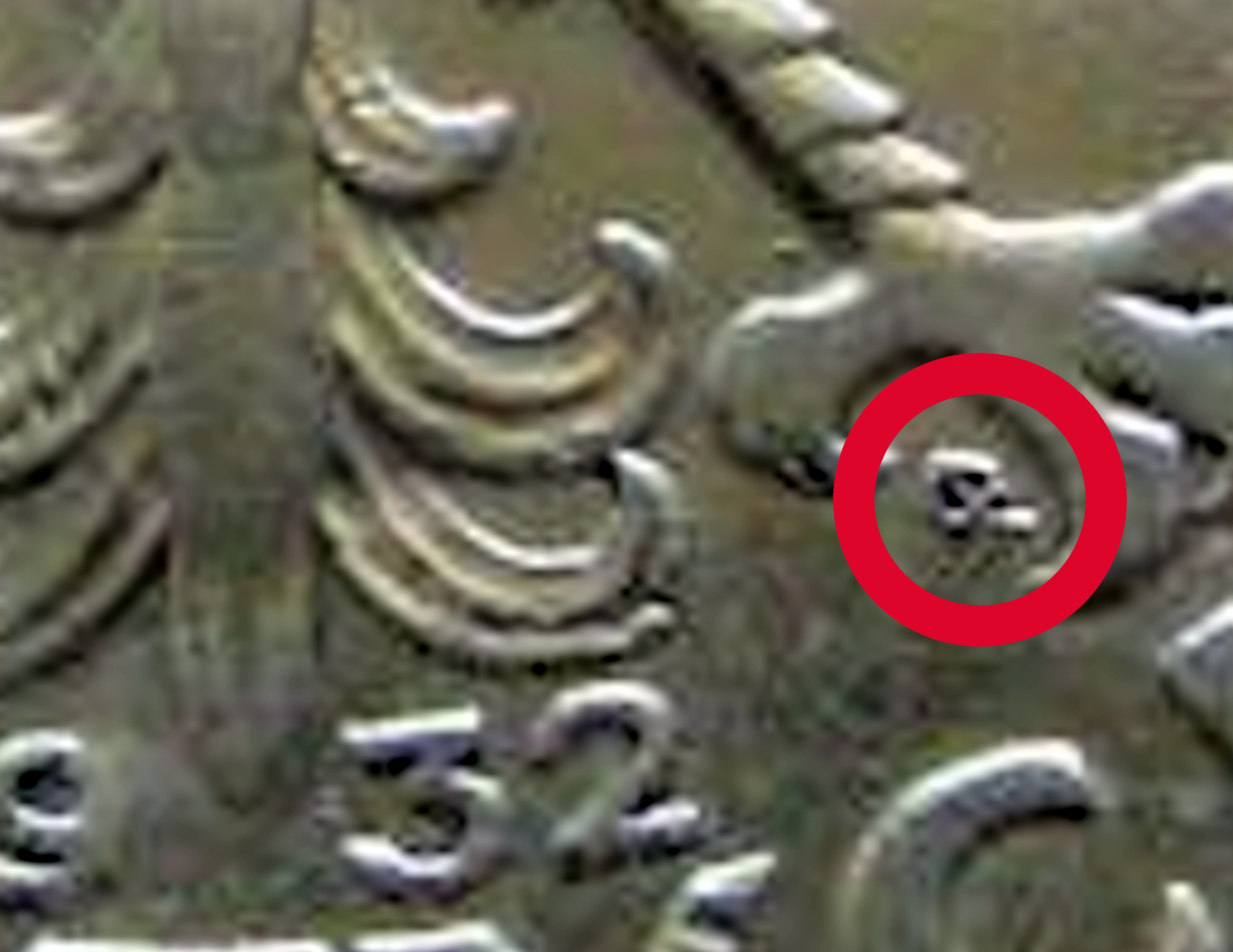
Емблема Варшавського монетного двору у 1924-39 роках, герб Костеша

У 1924-1939 роках, емблемою польського Варшавського монетного двору був герб Костеша. Він був на аверсах монет, які карбувалися у цей період.

## Різновиди

Бересневич
Бєл
Буруля
Ходкевич
Чиж
Карницькі
графи Карницькі
Пілсудські
Пудловські
Шимонович